# Youngblood Brass Band
De Youngblood Brass Band is een brassband uit Madison (Wisconsin) (V.S.)

## Bio
De band werd opgericht door Sousafoonspeler Nat McIntosh and vocalist/percussionist Dave Henzie-Skogen. Deze twee muzikanten speelden voor het eerst samen in 1994 en richtten de band in 1997 op. De bandnaam was toen nog the One Lard Biskit Brass Band.
De groep combineert invloeden van de traditionele New Orleans brass bands, de traditie van het drum and bugle corps uit de Amerikaanse Midwest en Hip Hop tot een eigen herkenbare en explosieve mix.
Het gebruik van de naam Youngblood dateert van het jaar 1998. In dat jaar bracht de groep hun eerste album - met de naam Word On The Street - uit. In 2000 volgde het album Unlearn. Op het album deden verschillende gastmuzikanten mee zoals Talib Kweli, Mike Ladd, DJ Skooly en Ike WIllis. Het album bracht de band onder de aandacht en leverde een contract met Ozone Records op. In 2003 bracht de band hun eerste album uit op Ozone, met de naam center:level:roar. Ook dit album ontvangt lovende kritieken en de groep blijft dan ook geruime tijd toeren door de Verenigde Staten en Europa.
In 2005 volgt het album live. places.. Het album is een poging om de tomeloze energie tijdens de live-optredens van de groep te vatten. Het album is voor de groep de ideale gelegenheid om een tijdperk af te sluiten en een nieuw tijdperk te beginnen. Stichtend lid en drijvende kracht Nat McIntosh besluit immers de groep te verlaten om zijn solocarrière uit te bouwen. Door het vertrek van McIntosh wordt de inbreng van alle individuele leden aan het geheel groter maar het credo van de groep blijft naar eigen zeggen hetzelfde: make their butts move, then attack their heads.
Het begin van een nieuw tijdperk voor de groep kondigt ook een nieuwe plaat aan. Deze plaat komt er in 2006 onder de naam is that a riot?.

## Layered Records
Dat voor de Youngblood Brass Band hun muzikale bezigheden nauw verbonden zijn met hun sociaal engagement blijkt opnieuw wanneer ze in 2005 het label Layered Records oprichten. Het label maakt deel uit van het Layered Arts Collective, een organisatie van kunstenaars, studenten en onderwijzers die zich zowel op de lokale als de mondiale bevolking richt met kunst- en onderwijsprojecten.

## De Band

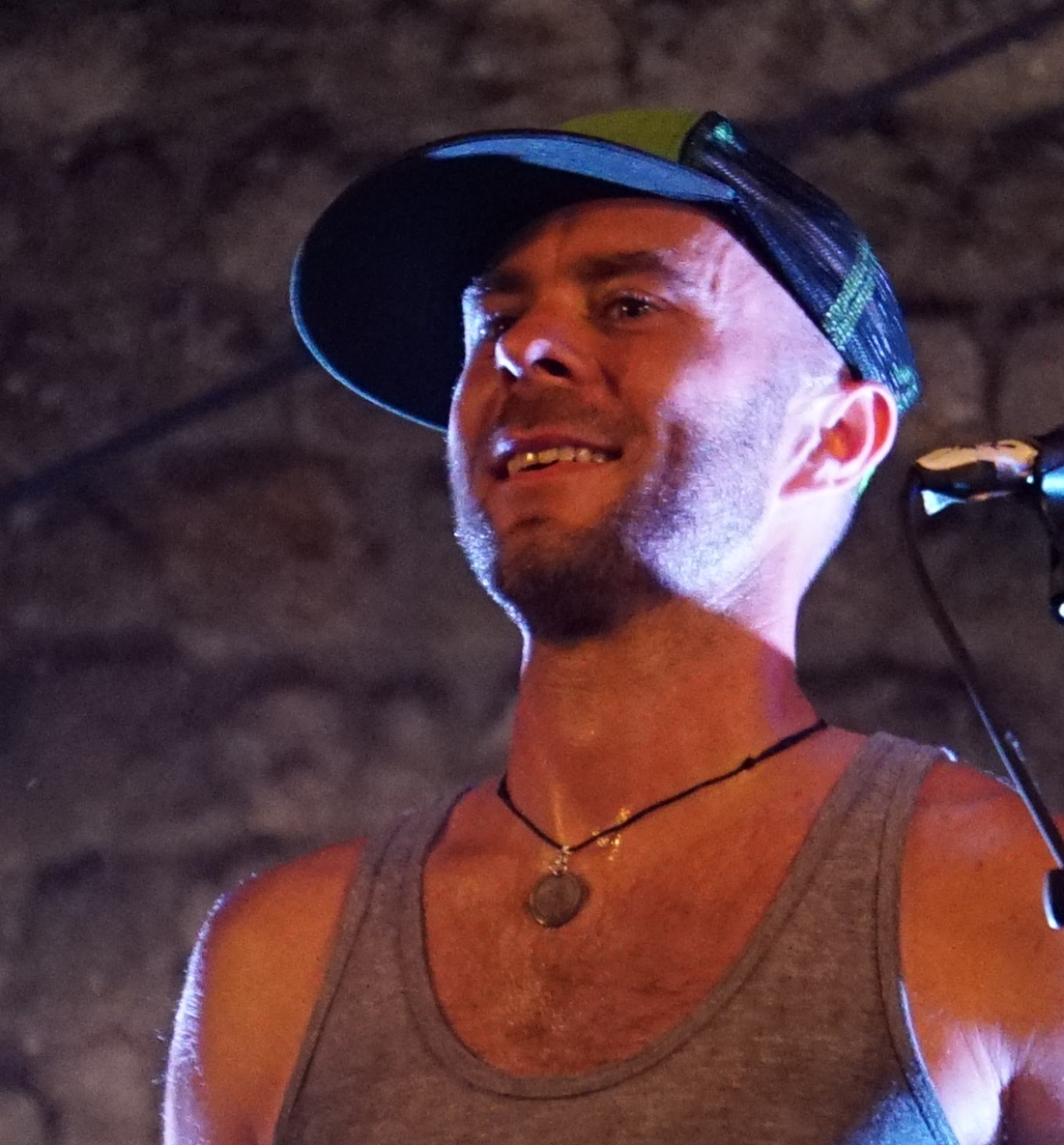
Skogen

Huidige bandleden zijn:
- D.H. Skogen (snare drum/MC)
- Tom Reschke (bas drum)
- Jonah Gaster (percussie)
- Kenny Bentley (sousafoon)
- Charley Wagner (trompet)
- Adam Meckler (trompet)
- Tony Barba (saxofoon)
- Joseph Goltz (trombone)
- Matt Hanzelka (trombone).

## Albums
- Word on the Street (1998)
- Unlearn (2000)
- Center. Level. Roar (2003)
- Live. Places. (2005)
- Is That A Riot? (2006)
- Pax Volumi (2013)